# František Bláha (General)
František Bláha (* 26. Februar 1886 in Poděbrady; † 21. Mai 1945 in KZ Theresienstadt) war ein tschechoslowakischer Soldat, Legionär und General in der Tschechoslowakei sowie als führendes Mitglied der Widerstandsgruppe Obrana národa eine Persönlichkeit des Widerstandes gegen den Nationalsozialismus.

## Leben
František Bláha besuchte 1896 bis 1900 ein Gymnasium in Hradec Králové und studierte danach 1903–1907 an der Handelsakademie in Prag. 1907–1908 absolvierte er den Wehrdienst in Prag, danach besuchte er einen Militärkurs für Freiwillige. Nach dem Ausbruch des Ersten Weltkrieges wurde er im November 1914 an die russische Front abkommandiert und sechs Tage nach der Ankunft gefangen genommen. Im Juni 1916 wurde er den Tschechoslowakischen Legionen in Russland zugeteilt und nahm als Kompaniebefehlshaber an verschiedenen Kämpfen in Sibirien teil. 1918–1919 befehligte er im Range eines Majors die Garnison in Jekaterinburg.
Nach der Rückkehr in die Tschechoslowakei diente er im militärischen Nachrichtendienst der Tschechoslowakei. Seine nächste Aufgabe erwartete ihn 1922 in Chust in der Karpatenukraine und ab 1923 als Regimentsbefehlshaber dort. Ab November 1932 diente er als Brigadebefehlshaber in Košice in der Slowakei, danach, ab Dezember 1933, leitete er eine Militärakademie in Prag. Nach Ernennung zum Brigadegeneral 1934 wurde er Befehlshaber der 7. Infanteriebrigade in Josefov. Von Dezember 1937 an war er stellvertretender Befehlshaber der 4. Division in Hradec Králové, während der allgemeinen Mobilisierung der tschechoslowakischen Armee im September 1938 befehligte er jene.
Nachdem die Tschechoslowakei durch das Dritte Reich besetzt und das Protektorat Böhmen und Mähren ausgerufen wurde, schloss sich Bláha dem Widerstand an und übernahm wichtige Aufgaben in der Widerstandsgruppe Obrana národa, die sich aus dem in der Tschechoslowakei gebliebenen Militär bildete. Nach der Verhaftung des Generals Zdeněk Novák im Juni 1944 wurde er deren Befehlshaber, wurde jedoch im November 1944 durch die Gestapo verhaftet und ins KZ Theresienstadt gebracht. Dort konnte er noch die Befreiung des Landes erleben, starb jedoch infolge einer dort grassierenden Typhusepidemie.
Im Oktober 1946 wurde František Bláha in memoriam zum Divisionsgeneral befördert.

## Auszeichnungen
- 1919 Falken-Orden (Tschechoslowakei)
- 1919 Sankt-Stanislaus-Orden zweiter Klasse (Russland)
- 1921 Tschechoslowakisches Kriegskreuz 1914–1918
- 1921 Tschechoslowakische Revolutionsmedaille
- 1921 Tschechoslowakische Siegesmedaille 1918
- 1946 Tschechoslowakisches Kriegskreuz 1939 (in memoriam)